# Álvaro Granados
Álvaro Granados Ortega (Tarrasa, Barcelona, 8. listopada 1998.) španjolski je vaterpolist.

## Klupska karijera
Započeo je karijeru u španjolskom klubu CN Terrassi, U ljeto 2017. napustio je momčad i otišao u Barcelonetu. S klubom je osvojio pet naslova Španjolske i osam španjolskih kupova. Od 2022. igra za VK Novi Beograd.

## Reprezentativna karijera
Sa samo 17 godina, debitirao je za španjolsku reprezentaciju 2016. godine. Na Europskom prvenstvu u Barceloni 2018. osvojio je srebrnu medalju, a uz to bio je najbolji strijelac s 21 pogotkom i proglašen je za najboljeg igrača turnira. Godine 2019. osvojio je još srebro na Svjetskom prvenstvu u Gwangjuu, a 2020. ponovio je rezultat na Europskom prvenstvu u Budimpešti.
Osvojio je zlatnu medalju na Svjetskom prvenstvu u Budimpešti 2022. (bio je u najboljoj momčadi prvenstva) i broncu na Svjetskom prvenstvu u Fukuoki 2023. godine. Na Europskom prvenstvu u Splitu 2022. osvojio je broncu, a na Europskom prvenstvu u Zagrebu i Dubrovniku 2024. zlatnu medalju.
Proglašen je najboljim vaterpolistom Španjolske 2023. godine.